# Kuniko Inoguchi
Kuniko Inoguchi (猪口 邦子, Inoguchi Kuniko), née le 3 mai 1952, est une femme politique, diplomate et politologue japonaise, représentant la préfecture de Chiba à la Chambre des conseillers du Japon pour le Parti libéral-démocrate japonais. Elle a également été la première personnalité politique à avoir été nommée Ministre d'État chargée de l'Égalité Homme-Femme au Japon, dans le gouvernement Koizumi III en 2005.

## Jeunesse, études et carrière pré-électorale
Kuniko Inoguchi naît le 3 mai 1952 à Ichikawa, dans la préfecture de Chiba, au Japon. Elle effectue ses études secondaires entre le lycée privé pour jeunes filles Sakurakage (ja) et la Concord High School, dans le Massachusetts. Elle effectue la première partie de son cycle universitaire à l'Université Sophia, à Tokyo, avant d'effectuer son doctorat en sciences politiques à l'Université Yale.
Elle devient en 1990 professeure de sciences politiques à son alma mater, l'université Sophia.
En 2002, elle est nommée ambassadeur extraordinaire et plénipotentiaire et à la tête de la délégation représentant le Japon lors de la Conférence du désarmement ayant lieu à Genève de 2002 à 2004. Elle préside à la suite de cette nomination plusieurs réunions et conférences sur le même sujet aux Nations Unies.

## Carrière électorale
Elle se présente en 2005 aux élections législatives japonaises, à la demande du premier ministre Jun'ichirō Koizumi. Représentant la circonscription proportionnelle de Tokyo, elle est élue la même année, et est considérée comme l'une des Enfants de Koizumi, un terme utilisé pour désigner les 83 membres du parti libéral-démocrate de la chambre des représentants élus pour la première fois aux élections législatives japonaises de 2005.
À la surprise générale, elle est nommée en 2005 au nouvellement créé Ministre d'État chargée de l'Égalité Homme-Femme, faisant d'elle la première personnalité politique japonaise à obtenir ce poste. Si un poste similaire existait au sein du précédent gouvernement (sous le titre de Ministre d'État chargée du Développement de la Jeunesse et de la Baisse de la natalité, et tenu par Chieko Nōno), elle devient la première femme ministre dont la principale occupation est la lutte contre les inégalités liées au genre.  À ce titre, elle est chargée de plusieurs missions, et promulgue plusieurs mesures visant à améliorer les allocations envers les familles ayant des enfants en bas âge, favoriser l'égalité salariale, ainsi qu'à changer les mentalités concernant le rôle des femmes dans la société japonaise.
En 2009, elle refuse de se représenter à la chambre des représentants, et décide de se présenter en 2010 à la chambre des conseillers du Japon, représentant la préfecture de Chiba. Elle remporte l'élection, et est réélue en 2016. Elle continue également d'avoir des postes importants dans l'organigramme du parti libéral démocrate.